# 聖母子と聖ヨセフ、洗礼者聖ヨハネおよび寄進者
『聖母子と聖ヨセフ、洗礼者聖ヨハネおよび寄進者』（せいぼしとせいヨセフ、せんれいしゃせいヨハネおよびきしんしゃ、伊: Madonna col Bambino, san Giuseppe, san Giovanni Battista en un donatore、英: The Madonna and Child with Saint Joseph, Saint John the Baptist and a Donor）は、イタリア盛期ルネサンスのヴェネツィア派の画家セバスティアーノ・デル・ピオンボが1517年にキャンバス上に油彩で制作した絵画である。この作品に関する記録はないが、個人礼拝用の絵画として家庭内に置かれていたと考えられる。1895年に購入されて以来、ロンドン・ナショナル・ギャラリーに所蔵されている。

## 作品
調査により、本来の本作の構図は右端の聖ヨセフを含んでおらず、現在の横長の形式に10-11センチほど拡大されていることが判明している。横長の形式は、寄進者を伴なう聖家族を表すヴェネツィア派絵画に一般的なものであった。もともと、画家は聖母子と寄進者だけを描く意図を持っていたのかもしれない。
構図の対角線により、鑑賞者の視線は聖母マリアの膝の上で立ちあがろうとしている幼子イエス・キリストの眼差しに導かれ、イエスは鑑賞者を見つめ返す。聖母は彼女の下に跪いている男性の寄進者を見つめ、彼を保護するようにその肩に腕を伸ばしている。左端の洗礼者聖ヨハネは、自身のアトリビュート (人物を特定するもの) である葦の十字架を持って、イエスを指さしている。一方、右側の聖ヨセフは腕に頭を載せて眠っている。伝統的にヨセフの眠りは、イエスの将来の受難に対する彼の深い悲しみと結びつけられてきた。ヨセフとヨハネの2人の副次的な人物が浮かび上がる暗い背景は、彼らの苦悩に満ちた横顔やヨセフのだらりとした手とともに悲劇的なものを感じさせる。
本作の画面下部左側に描かれている寄進者はおそらく、富裕なフィレンツェの商人ピエルフランチェスコ・ボルゲリーニ (Pierfrancesco Borgherini) で、彼はセバスティアーノ・デル・ピオンボとミケランジェロの友人であった。ボルゲリーニはアンドレア・デル・サルトに「聖母子と洗礼者聖ヨハネ」の絵画を委嘱したが、その絵画に満足していなかった。そのため、セバスティアーノはアンドレアの絵画の代用となる作品を描くことを申し出、ミケランジェロの下絵があれば好都合だろうと考えた。1517年、ミケランジェロの友人レオナルド・セッライオ (Leonardo Sellaio) は、ミケランジェロに「聖母子と洗礼者聖ヨハネ」用の下絵をセバスティアーノに送るよう依頼している。赤外線リフレクトグラフィーにより1517年の制作年が明らかとなった本作は、そのセバスティアーノの絵画に該当するのかもしれない。

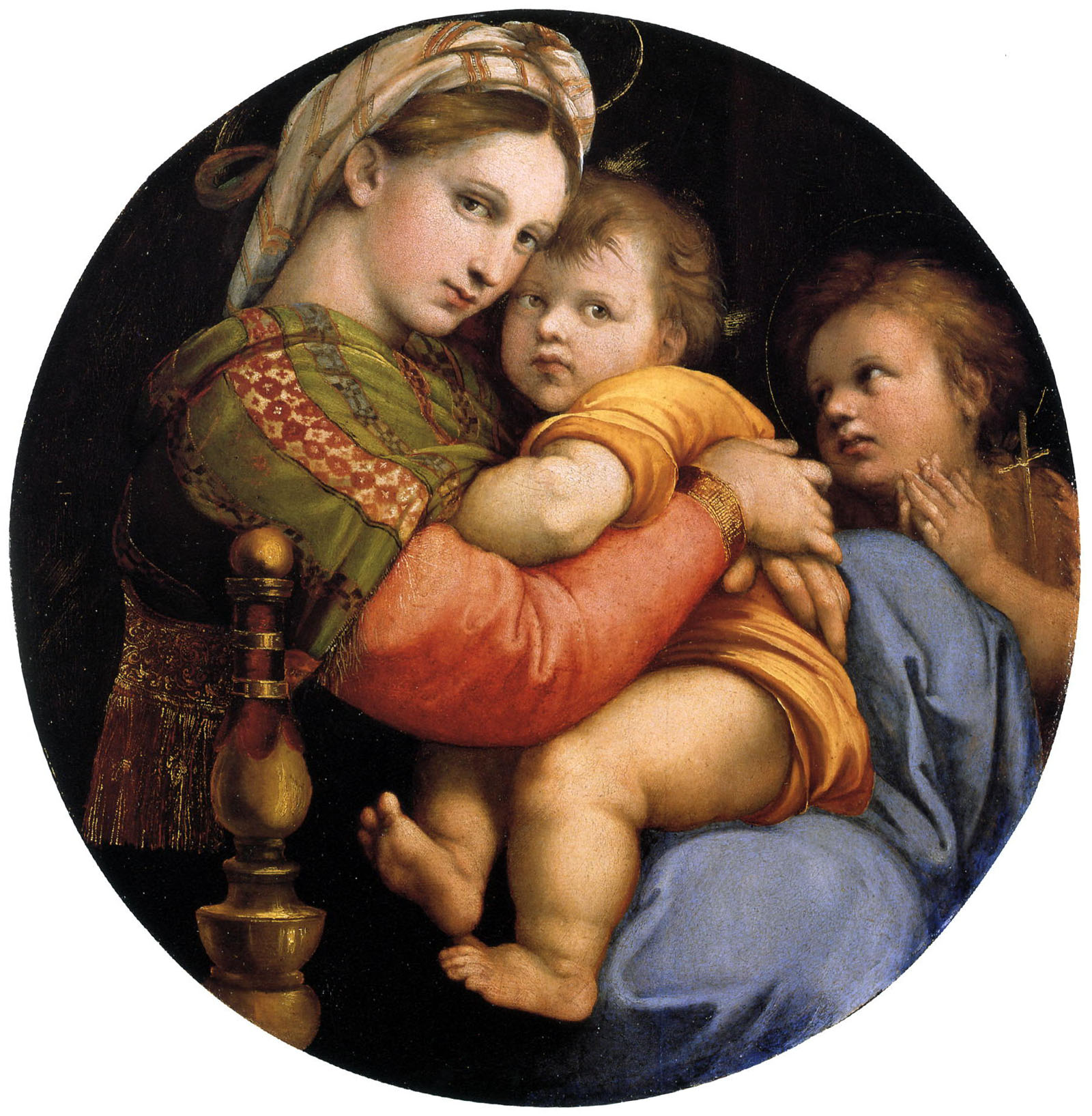
ラファエロ・サンティ『小椅子の聖母』 (1513-1514年)、パラティーナ美術館、フィレンツェ

ロッテルダムのボイマンス・ヴァン・ベーニンゲン美術館にはミケランジェロによる赤チョークの素描が所蔵されており、素描に描かれている幼子イエスは本作のイエスと類似した姿勢を取っている。この素描はミケランジェロがセバスティアーノのために供給したものである可能性があるが、セバスティアーノが求めた下絵というよりは粗いスケッチである。とはいえ、調査で明らかになったように、もしセバスティアーノが本来聖母子と寄進者だけを描く意図を持っていたのだとしたら、本作の最初の構図はミケランジェロの素描により近いものだったことになる。赤外線リフレクトグラフィーによると、本作は下絵から写し取られた形跡はなく、セバスティアーノのヴェネツィア派的な描き足しの技法で描かれたことが判明している。このことはセバスティアーノがミケランジェロから下絵を受けらなかったことを示唆し、ミケランジェロの本作への寄与は、ほぼ確実にボイマンス・ヴァン・ベーニンゲン美術館にある赤チョークの素描だけであったということになる。
なお、エリカ・ラングミュア氏は、セバスティアーノがメディチ家の収集に含まれていたラファエロの『小椅子の聖母』 (パラティーナ美術館、フィレンツェ) を見たことがあったのではないかと推測し、本作との類似性を指摘している。ラファエロの聖母はローマ風の女性用スカーフを被り、セバスティアーノの聖母もローマ近郊の農夫の被り物を着けている。また、ラファエロの作品では幼児洗礼者聖ヨハネが登場しているが、セバスティアーノの作品で大人の洗礼者聖ヨハネが登場している。